# Wapen van Maasniel
Het wapen van Maasniel werd op 13 december 1909 per Koninklijk Besluit aan de Nederlands Limburgse gemeente Maasniel toegekend. Het wapen bleef tot 1959 in gebruik, dat jaar fuseerde Maasniel met Roermond, waarna de nieuwe gemeente Roermond ontstond. De gemeente behield na de fusie de oude naam en wapen.

## Blazoenering
De blazoenering van het wapen luidde als volgt:
De beeltenis van den H.Laurentius, staande naar voren, zijnde het beeld van een baardeloze jongen man van wien het voorhoofd is omgeven door een krans van haar, het hoofd door een stralenkrans van goud, hebbende gelaat en handen van natuurlijke kleur, zijnde gekleed met eene dalmatiek van keel, houdende in de linkerhand tegen de borst een naar binnen opengeslagen boek van goud en in de rechterhand een staand rooster van vijf verticale stangen van sabel, en hebbende voor de beenen een wapen; gevierendeeld; I en IV in zilver eene lelie van keel, II en III in zilver 3 dwarsbalken van azuur. Het geheel in eenen kring met het randschrift "Gemeentebestuur van Maasniel, Limburg".
Het wapen toont de heilige Laurentius in natuurlijke kleur. Zijn gewaad is rood van kleur. Hij houdt in zijn rechterhand het rooster vast waarop hij verbrand is, in zijn linkerhand houdt hij een gouden, opengeslagen boek vast. Hij houdt het boek voor zijn borst. Voor hem ligt iets gekanteld een zilveren wapen met vier kwartieren. Het eerste en vierde kwartier tonen een rode Franse lelie. Het tweede en derde kwartier tonen drie blauwe dwarsbalken. Om het geheel heen een rond randschrift met daarin Gemeentebestuur van Maasniel, Limburg.

## Geschiedenis
Het oudste bekende zegel van Maasniel werd gebruikt tussen 1514 en 1570. Deze werd gebruikt door de schepenbank van Maasniel. Op het zegel is Laurentius van Rome afgebeeld. In zijn linkerhand houdt hij zijn attribuut vast, een rooster en in zijn rechterhand een boek. Tussen 1572 en 1592 werd een gespiegeld zegel gebruikt dat later ook de basis zou vormen voor het gemeentewapen.
Voor de heilige staat het wapen van het geslacht Van Vlodrop. Zij waren de heren van de heerlijkheid Dalenbroek. Tot deze heerlijkheid behoorden onder andere Herten, Herkenbosch, Maasniel en Wachtendonk.

## Vergelijkbare wapens

Het wapen van Herten
Het wapen van Vlodrop
Het wapen van Roermond
Het wapen van Wachtendonk

Ambt Montfort
· Amby
· Amstenrade
· Arcen en Velden
· Baexem
· Beegden
· Beek
· Belfeld
· Bemelen
· Berg en Terblijt
· Bingelrade
· Bocholtz
· Borgharen
· Born
· Broekhuizen
· Broeksittard 
· Buggenum
· Bunde
· Cadier en Keer
· Echt 
· Eijsden
· Elsloo
· Eygelshoven
· Geleen
· Gennep
· Geulle
· Grathem
· Grevenbicht
· Gronsveld
· Grubbenvorst
· Gulpen 
· Haelen
· Heel
· Heel en Panheel
· Heer
· Helden
· Herten
· Heythuysen
· Hoensbroek
· Horn
· Horst
· Houthem
· Hulsberg
· Hunsel
· Itteren
· Jabeek
· Kessel
· Klimmen
· Limbricht
· Linne
· Maasbracht
· Maasbree
· Maasniel
· Margraten
· Meerlo
· Meerlo-Wanssum
· Meerssen
· Meijel
· Melick en Herkenbosch
· Merkelbeek
· Mheer
· Montfort
· Munstergeleen
· Neer
· Neeritter
· Nieuwenhagen
· Nieuwstadt
· Noorbeek
· Nuth
· Onderbanken
· Obbicht en Papenhoven
· Ohé en Laak
· Oirsbeek
· Ottersum
· Oud-Valkenburg
· Oud-Vroenhoven
· Posterholt
· Roggel
· Roggel en Neer
· Roosteren
· Schaesberg
· Schimmert
· Schinnen
· Schinveld
· Sevenum
· Simpelveld
· Sint Geertruid
· Sint Odiliënberg
· Sint Pieter
· Sittard
· Slenaken
· Spaubeek
· Stramproy
· Stevensweert
· Susteren
· Swalmen
· Tegelen
· Thorn
· Ubach over Worms
· Ulestraten
· Urmond
· Valkenburg
· Vlodrop
· Wanssum
· Wessem
· Wijlre
· Wijnandsrade
· Wittem